# Lawrence H. Aller
Lawrence Hugh Aller (24 septembre 1913 - 16 mars 2003) est un astronome américain.

## Biographie
Il est né à Tacoma, Washington. Il n'a jamais terminé ses études secondaires et travaille pendant un certain temps comme mineur d'or. Il obtient son baccalauréat de l'Université de Californie à Berkeley en 1936 et va à l'école doctorale de Harvard en 1937. Il y obtient sa maîtrise en 1938 et son doctorat en 1943. De 1943 à 1945, il travaille sur le projet Manhattan au Laboratoire national Lawrence-Berkeley. Il est professeur adjoint à l'Université de l'Indiana à Bloomington de 1945 à 1948, puis professeur associé et professeur à l'Université du Michigan jusqu'en 1962. Il part à Université de Californie à Los Angeles en 1962 et aide à construire son département d'astronomie. Il est président du département de 1963 à 1968.
Ses travaux se concentrent sur la composition chimique des étoiles et des nébuleuses. Il est l'un des premiers astronomes à affirmer que certaines différences dans les spectres stellaires et nébulaires sont causées par des différences dans leur composition chimique. Aller écrit un certain nombre de livres, dont Atoms, Stars, and Nebulae, dont la troisième édition est publiée en 1991  (ISBN 0-521-32512-9). Il publie 346 articles de recherche entre 1935 et 2004.
Il est élu à l'Académie américaine des arts et des sciences en 1961 et à l'Académie nationale des sciences des États-Unis en 1962. Il remporte la bourse de conférence Henry Norris Russell en 1992.
Il est le directeur de thèse de James B. Kaler (en) et William Liller.
En 2011, l'un de ses trois fils, Hugh Aller, est professeur et sa belle-fille, Margot Aller, chercheuse au département d'astronomie de l'Université du Michigan.